# Jacob Binck
Jacob Binck (eller Bink), (c. 1500-1569 i Königsberg), var en tysk maler, kobberstikker og medaillør. Af et af hans stik, hvorpå han
kalder sig Coloniensis, ser man, at han er født i Köln (a. Rh.). 
I de unge dage dyrkede han især kobberstikkerkunsten i tilslutning til Dürer-skolen; på en rejse i Nederlandene stak han bl.a. to portrætter af Christian II. Fra begyndelsen af 1530'erne til ind i 1550'erne virkede han fornemmelig i det danske hofs tjeneste; dog var han 1541-42 i Sverige, hvor han bl.a. udførte et portræt af Gustav Vasa, og 1543-48 havde han orlov for at arbejde i hertug Albrecht's tjeneste i Königsberg (udsmykkede der flere slotssale m. v.). 
I Danmark var Binck "kongelig Kontrafeyer«, malede kongen og dronningens billeder, udførte mange adelsportrætter (heraf nu genkendt Herluf Trolle og Birgitte Gøye, broderen Albert Gøye – 1556, Frederiksborg Museum, Johan Friis – Hesselagergaard, et andet, slet bevaret eksemplar i Frederiksborg Museum, m.fl.); sendtes 1550 af ´kongen til Krempe i Holsten for der at gøre udkast til et fæstningsanlæg, var i Antwerpen for hos Floris at bestille gravmælet over Frederik I, hvis opsætning i Slesvigs domkirke han ledede. 
I sine sidste leveår var Binck igen i preussisk tjeneste. Man kender nu henved 250 stik og raderinger fra Bincks hånd; en del er dog kopier (efter Dürer, Beham'erne m.fl.). Han leverede tegninger for træsnit til Christian III's Bibel (Christian III's portræt, kongevåbnet). 